# Franciszek Burian
Franciszek Burian (ur. 2 grudnia 1919 we Wrześni, zm. 26 grudnia 1987) – polski lekarz ginekolog i działacz społeczny, poseł na Sejm PRL VI kadencji (1972–1976).

## Życiorys
W Polsce międzywojennej ukończył szkołę średnią w Jarocinie. Walczył w wojnie obronnej Polski w 1939, w wyniku czego został wywieziony do obozu w Rzeszy. Przebywał w Stalagu VII-A, nr jeńca 3051. W 1945 powrócił do rodzinnej Wielkopolski, studiując na Wydziale Lekarskim Uniwersytetu Poznańskiego (uzyskał tam magisterium, a w 1965 doktorat). Po ukończeniu studiów pracował w zawodzie, był m.in. ordynatorem Szpitala Miejskiego oraz inspektorem położnictwa i ginekologii w Gnieźnie. 
W 1951 przystąpił do Związku Młodzieży Polskiej. Z ramienia Stronnictwa Demokratycznego, którego członkiem pozostawał od 1961, zasiadał w Miejskiej Radzie Narodowej Gniezna. Był również członkiem Komisji Zdrowia Powiatowej Rady Narodowej w Gnieźnie oraz wiceprzewodniczącym analogicznego gremium przy Wojewódzkiej Radzie Narodowej w Poznaniu. W 1972 uzyskał mandat posła na Sejm PRL VI kadencji w okręgu Gniezno. Pracował w Komisjach Zdrowia i Kultury Fizycznej (jako wiceprzewodniczący) oraz Rolnictwa i Przemysłu Spożywczego.
Otrzymał odznaki „Za Zasługi w Rozwoju Województwa Poznańskiego” i „Za wzorową pracę w służbie zdrowia” oraz Srebrną Odznakę Związku Zawodowego Pracowników Służby Zdrowia.
Pochowany na cmentarzu św. Krzyża w Gnieźnie.